# Epizoanthus vagus
Epizoanthus vagus är en korallart som beskrevs av Herberts 1972. Epizoanthus vagus ingår i släktet Epizoanthus och familjen Epizoanthidae. Inga underarter finns listade i Catalogue of Life.